# Бурджалов, Георгий Сергеевич
Георгий Сергеевич Бурджалов (Бурджалян; 1869—1924) — русский актёр и режиссёр, брат армянского режиссёра Аркадия Сергеевича Бурджаляна. С 1921 года руководитель 4-й студии МХАТ. Один из основателей Музея Художественного театра в 1922 году.

## Биография
Будучи студентом Высшего технического училища, с 1898 года участвовал в спектаклях Общества искусства и литературы. Основная часть труппы, в том числе и Бурджалов, перешла вместе с К. С. Станиславским в организованный в 1898 году Московский Художественный театр.
За время работы в МХТ Бурджалов сыграл 38 ролей, среди них Михаил Головин («Царь Фёдор Иоаннович» А. К. Толстого, 1898), Леший («Потонувший колокол» Г. Гауптмана, 1898), Ланчелот Гоббо («Венецианский купец» У. Шекспира, 1898), Кадушкин («Самоуправцы» А. Писемского, 1898), Татищев и Шут («Смерть Иоанна Грозного» А. К. Толстого, 1899), Пастер Колин («Одинокие» Г. Гауптмана, 1899), Балле («Дикая утка» Г. Ибсена, 1901), Архитектор Цин («Михаэль Крамер» Г. Гауптмана, 1901), Костылев («На дне» М. Горького, 1902), Бреде («Драма жизни» К. Гамсуна, 1907), Огонь (Синяя птица М. Метерлинка, 1908), Чучельник («У царских врат» К. Гамсуна, 1909), Доврский дед («Пер Гюнт» Г. Ибсена, 1912), Маркиз де Форлипополи («Хозяйка гостиницы» К. Гольдони, 1914), Ростаковский («Ревизор» Н. В. Гоголя, 1921) и др. Последняя роль — Пан Мусялович в «Братьях Карамазовых» по Ф. М. Достоевскому во время заграничной поездки МХТ в 1922—1924.
Следил за целостностью и ходом спектаклей «Доктор Штокман» Г. Ибсена (1900) и «На дне» М. Горького (1902), был сорежиссёром спектаклей «Столпы общества» Г. Ибсена (реж. В. Немирович-Данченко, 1903), одноактных пьес «Слепые», «Непрошенные» и «Там внутри» М. Метерлинка (реж. Станиславский и Н. Александров, 1904), Пер Гюнт Г. Ибсена (реж. В. Немирович-Данченко и К. А. Марджанишвили, 1912). Оказывал помощь Станиславскому в Студии на Поварской.
Жена — актриса МХТ Савицкая, Маргарита Георгиевна.
Похоронен на Новодевичьем кладбище.